# Corrado Biasotto
Corrado Biasotto (Oderzo, 26 aprile 1912 – Siena, 23 novembre 1991) è stato un calciatore italiano, di ruolo centrocampista.

## Carriera
Dopo gli esordi nei campionati regionali pugliesi con il Brindisi, debutta in Serie B nel 1931-1932 con il Lecce totalizzando 20 presenze e 4 gol.
Nei due anni seguenti gioca ancora tra i cadetti con il Vigevano, disputando 61 partite e segnando una rete; nel 1934-1935 gioca altre 27 partite in Serie B con il Cagliari.
Dal 1935 al 1937 veste per due anni la maglia del Pisa scendendo in campo per 57 volte, prima di passare al Siena con cui vince il campionato di Serie C 1937-1938 e gioca tra i cadetti nei tre anni successivi per un totale di altre 85 presenze.
Termina la carriera giocando per due anni in Serie C con la Ternana.

## Palmarès

### Club

#### Competizioni nazionali
- Serie C: 2

Siena: 1937-1938
Borzacchini Terni: 1942-1943